# Bill Mitchell (bildesigner)
William L. "Bill" Mitchell. född den 2 juli 1912 i Cleveland, Ohio, avliden den 12 september 1988 i Royal Oak, Michigan, var en amerikansk bildesigner. Han är mest känd för sitt arbete för General Motors.
Mitchell växte upp i Greenville, Pennsylvania där hans far var återförsäljare för Buick. 1927 fick han jobb som kontorspojke på en reklambyrå i New York, där han lärde sig grafisk formgivning. Sin formella utbildning fick Mitchell vid Carnegie Mellon University i Pittsburgh och vid Art Students League of New York mellan 1930 och 1931.
1935 värvades Mitchell av Harley Earl till General Motors Art and Color Section och utsågs 1937 till chefsdesigner för Cadillac Studio. Hans första uppdrag blev att designa Cadillac Sixty Special som introducerades 1938.
1958 efterträdde Mitchell Harley Earl som chefsdesigner och vicepresident för General Motors, en position han innehade fram till pensioneringen 1977. Han var ansvarig för designen av bilar som Chevrolet Corvette Sting Ray, Buick Riviera, Chevrolet Camaro och Cadillac Seville.